# Vaginal Jesus
Vaginal Jesus war eine US-amerikanische rechtsextreme Hatecore- und Metal-Band.

## Geschichte
Vaginal Jesus wurde 1988 in North Branford, Connecticut, von Jim Crow gegründet. Im gleichen Jahr spielte die Band in Connecticut im Vorprogramm der Band Anal Cunt auf deren erster Tournee. Auf der ersten Anal-Cunt-EP, der 88 Song E.P., wurde Vaginal Jesus gegrüßt. Die Band bestand laut Seth Putnam von Anal Cunt anfangs „nur aus ein paar Freunden, die bei irgendeinem zu Hause abhingen“. Im Januar 1990 schließlich habe die Band sich entschieden, eine 7”-Single aufzunehmen. Dem widerspricht Crows Angabe im Freyja (Ausgabe Nr. 6, 1998), Vaginal Jesus sei „ein Projekt das ungefähr ein Jahr existierte“ gewesen. 1992 erschien ihre erste Single Jesus Saves… His Pennies bei Swasticore Records aus Chicago, Illinois. 1993 veröffentlichte Reich-O-Rama Records aus Milford den Nachfolger Beat Rodney Down.
1995 gründete Jim Crow das Nebenprojekt Mudoven. 1996 war Vaginal Jesus neben Bands wie Bound for Glory, No Remorse und Freikorps auf dem Sampler Leaderless Resistance – A Pan Aryan Compilation vertreten.
Bis Ende der 1990er war die Band in der rechtsextremen Szene aufgrund der nur als Single erhältlichen Aufnahmen ein Geheimtipp, was sich jedoch mit CD-Veröffentlichungen änderte. 2000 erschien Affirmative Apartheid mit unter anderem dem Material der Singles bei Tri-State Terror Records. 2002 erschien eine Nachpressung bei Unholy Records.
2003 kündigte Seth Putnam von Anal Cunt mögliche Live-Auftritte von Vaginal Jesus im folgenden Jahr an, die ersten seit dem Auftritt von 1988. Ursprünglich räumte Putnam nur ein, dass Anal Cunt Stücke von Vaginal Jesus live spiele und beide Bands befreundet seien. Später outete er sich gegenüber dem US-amerikanischen Rechtsrock-Magazin Resistance (Ausgabe Nr. 25, Winter 2005/2006) als Mitglied von Vaginal Jesus. Dazu posierte er mit den Ex-Anal-Cunt-Mitgliedern John Kozik und Tim Morse für ein Gruppenbild der Band. Putnam starb am 11. Juni 2011 im Alter von 43 Jahren an einem Herzinfarkt. Vor seinem Tod war das erste Vaginal-Jesus-Konzert seit 22 Jahren geplant gewesen, das am 13. August 2011 hätte stattfinden sollen.

## Stil
Laut Ingo Taler hat Vaginal Jesus sich einer „Symbiose aus NS-Verherrlichung und Hardcore-Musik“ verschrieben und zählt mit ihrer „kruden Mixtur aus pornografischen, rassistischen und antisemitischen Inhalten“ zu „den ‚bizarrsten‘ Erscheinungsformen“ der internationalen rechtsextremen Szene. Jim Crow beschrieb Vaginal Jesus als „Rassenhass-Thrash-Band“. Das Fanzine White Supremacy (Ausgabe Nr. 2, 2000) beschrieb Vaginal Jesus als „übelst abgefucktes Gebolze […], welches mit einem leichten G.G. Allin Einschlag versehen ist (vor allem gesanglich)“. Er selbst sei „daher logischerweise schwerstens begeistert, selbst wenn es sonst wohl nur den Allerwenigsten gefallen wird“. Er empfahl Affirmative Apartheid, auf dem „innerhalb von 37:27 Minuten 28 Lieder herunter geschrubbt werden“, allen, die „es […] auch mal eher Grindcorig mögen“. Taler erwähnt „überschwängliche Kritiken“ aus der deutschen rechtsextremen Szene, darunter die aus dem Rock Nord (Ausgabe Nr. 60/61, Juni/Juli 2000), der zufolge Affirmative Apartheid „definitiv das Radikalste, was von einer Band jemals zu Papier gebracht worden ist“, ist. Ungewöhnlich sind laut Taler ihre „pornographischen Entgleisungen“, die sich aber laut Taler durch Putnams Beteiligung erklären lassen. Taler zählt ihre Veröffentlichungen „zu den extremsten Produktionen im White Power Bereich“, mit denen die Band sich „durch ihre radikal formulierten Texte ‚Kultstatus‘“ erspielte. In der Szene ist sie „bekannt für offensive Texte, offensives Layout, und dafür, niemanden dabei zu verschonen“, wie ein Redakteur des Resistance-Magazins schrieb. Er könne verstehen, dass „viele Leute alles von dieser Band ‚aus Prinzip‘ ablehnen, aber man muss lernen, diese Gruppe locker zu sehen, ihren Humor anzuerkennen“. Aufgrund der pornographischen Texte besitzt die Band „das Image eines rassistischen ‚Spaßprojektes‘“. Putnam selbst meinte, Vaginal Jesus lasse Skrewdriver „wie die unrassistischste Band überhaupt“ klingen. Die teils humoristischen Inhalte sieht die Band als Bestandteil ihres Konzeptes an und verteidigt sie als solche:

„Sollen wir vielleicht über genau dasselbe Zeug singen wie alle anderen es tun, Wörter benutzen wie ‚die zionistische Bedrohung‘ oder andere weniger deutliche Begriffe für Juden? Das gleiche gilt für Nigger. Wir meinen das ernst worüber wir schreiben, nur dass es manchmal mit Humor geschieht[.]“

Jesus Saves… His Pennies ist laut Taler die erste NS-Produktion der US-amerikanischen Szene. Die Veröffentlichung ist für die damalige Szene „ungewöhnlich extrem pornografisch“ gehalten, was vermutlich auf Putnam zurückgeht. Auf dem Cover wird Jesus Christus als geldgieriger Jude dargestellt, der sein Kreuz trägt und sich dabei nach einer Münze bückt, und im Lied Jesus Was Nothing But a Jew beschimpft. In Coon Bashing wird die Judenvergasung verherrlicht, und es werden Angriffe auf „Nigger“ angekündigt. Auf beiden Seiten der Single sind Hakenkreuze abgebildet.
Auf Beat Rodney Down wird die Misshandlung Rodney Kings durch die Polizei verherrlicht und zur Nachahmung aufgerufen. In Mocha Mistakes propagiert die Band die „Reinheit der weißen Rasse“ und äußert sich gegen Geschlechtsverkehr zwischen Schwarzen und Weißen sowie „Mischlinge“ als deren Ergebnis. Die A-Seite der Single ist als Side Aryan betitelt und mit einem Hakenkreuz, doppelten Siegrunen und Porträts von Adolf Hitler bebildert. Die Side Bigot betitelte B-Seite stellt einen Aufmarsch des Ku-Klux-Klans dar.
Die CD Affirmative Apartheid wurde im Thiazi-Forum  als „ein einziges Netzwerk gegen Juden und Schwule, die keinerlei ausgefallene Aussagen beinhaltet“ beschrieben. Laut Taler dürfte die „besondere Wertschätzung […] auch im speziellen Artwork des Coves [sic!] begründet liegen, auf dem ein brennendes Hakenkreuz abgebildet ist“.

## Diskografie
- 1992: Jesus Saves… His Pennies (EP)
- 1993: Beat Rodney Down (EP)
- 1996: Get Out, No E.O.E. und Happy Hanukaust auf Leaderless Resistance – A Pan Aryan Compilation
- 2000: Affirmative Apartheid (Kompilation)